# Senna aphylla
Senna aphylla là một loài thực vật có hoa trong họ Đậu. Loài này được (Cav.) H.S.Irwin & Barneby miêu tả khoa học đầu tiên.